# Atletica leggera ai Giochi della XXXIII Olimpiade - Maratona femminile
Ai Giochi della XXXIII Olimpiade la prova di Maratona femminile si è svolta domenica 11 agosto 2024 lungo le strade di Parigi con partenza dall'Hôtel de Ville. In questa edizione dei Giochi è la prova conclusiva del programma di gare.

## Presenze ed assenze delle campionesse in carica
| Competizione      | Atleta              | Prestazione | Parigi 2024 |
| ----------------- | ------------------- | ----------- | ----------- |
| Olimpiadi 2020    | Peres Jepchirchir   | 2h27'20"    | Presente    |
| Commonwealth 2022 | Jessica Stenson     | 2h27'31”    | Presente    |
| Europei 2022      | Aleksandra Lisowska | 2h28'36”    | Presente    |
| Asiatici 2022     | Eunice Chumba       | 2h26'14”    | Presente    |
| Panamericani 2023 | Citlali Cristian    | 2h27'12”    | Presente    |
| Mondiali 2023     | Amane Shankule      | 2h24'23”    | Presente    |

1. ↑  Di origine kenyota.

## Sistema di qualificazione
Per i Giochi di Parigi la Federazione mondiale di atletica leggera (World Athletics) ha introdotto un nuovo sistema di qualificazione. Ogni Comitato Olimpico Nazionale avrebbe potuto inviare tre atleti; tuttavia, ogni posto avrebbe dovuto essere "sbloccato" in uno dei tre modi seguenti:
1. Stabilire un tempo non superiore a 2h26'50" in una gara ufficiale entro il predetto periodo di tempo;
2. Classificarsi tra le prime cinque in una gara di «livello platino» di World Athletics;
3. Raggiungere un piazzamento significativamente alto nella classifica mondiale. La classifica mondiale veniva utilizzata per riempire le iscrizioni non assegnate ai posti con tempo sbloccato.

Le tre condizioni si dovevano soddisfare tra il 1° novembre 2022 e il 30 aprile 2024.

Una volta sbloccati i posti per un comitato olimpico, quest'ultimo poteva selezionare le atlete per ricoprirli a suo piacimento. Sebbene qualsiasi atleta potesse essere assegnata a un posto sbloccato, doveva aver raggiunto almeno il «tempo di riassegnazione delle quote» di 2h11'30".
I comitati olimpici potevano anche utilizzare un posto universale. Qualsiasi Paese senza un'atleta qualificata poteva iscrivere la sua maratoneta più alto in classifica, indipendentemente dal minimo di qualificazione.

## Ordine d'arrivo

Video della corsa (fasi finali)

| Pos. | Atlete                       | Nazioni       | Tempo   | Distacco | Note                          |
| --- | ---------------------------- | ------------- | ------- | -------- | ----------------------------- |
| Oro | Sifan Hassan                 | Paesi Bassi   | 2h22:55 |          | Record olimpico               |
| Argento | Tigist Assefa                | Etiopia       | 2h22:58 | +0:03    |                               |
| Bronzo | Hellen Obiri                 | Kenya         | 2h23:10 | +0:15    | Miglior prestazione personale |
| 4 | Sharon Lokedi                | Kenya         | 2h23:14 | +0:19    | Miglior prestazione personale |
| 5 | Amane Shankule               | Etiopia       | 2h23:57 | +1:02    |                               |
| 6 | Yuka Suzuki                  | Giappone      | 2h24:02 | +1:07    | Miglior prestazione personale |
| 7 | Delvine Relin Meringor       | Romania       | 2h24:56 | +2h01    |                               |
| 8 | Stella Chesang               | Uganda        | 2h26:01 | +3:06    |                               |
| 9 | Lonah Chemtai Salpeter       | Israele       | 2h26:08 | +3:13    |                               |
| 10 | Eunice Chebichii Chumba      | Bahrein       | 2h26:10 | +3:15    |                               |
| 11 | Fatima Ezzahra Gardadi       | Marocco       | 2h26:30 | +3:35    |                               |
| 12 | Dakotah Lindwurm             | Stati Uniti   | 2h26:44 | +3:49    |                               |
| 13 | Jessica Stenson              | Australia     | 2h26:45 | +3:50    |                               |
| 14 | Sardana Trofimova            | Kirghizistan  | 2h26:47 | +3:52    | Record nazionale              |
| 15 | Peres Jepchirchir            | Kenya         | 2h26:51 | +3:56    |                               |
| 16 | Fabienne Schlumpf            | Svizzera      | 2h28:10 | +5:15    |                               |
| 17 | Majida Maayouf               | Spagna        | 2h28:35 | +5:40    |                               |
| 18 | Thalia Valdivia              | Perù          | 2h29:01 | +6:06    |                               |
| 19 | Hanne Verbruggen             | Belgio        | 2h29:03 | +6:08    |                               |
| 20 | Mekdes Woldu                 | Francia       | 2h29:20 | +6:25    |                               |
| 21 | Florencia Borelli            | Argentina     | 2h29:29 | +6:34    |                               |
| 22 | Helen Bekele                 | Svizzera      | 2h29:43 | +6:48    |                               |
| 23 | Emily Sisson                 | Stati Uniti   | 2h29:53 | +6:58    |                               |
| 24 | Genevieve Gregson            | Australia     | 2h29:56 | +7:01    |                               |
| 25 | Meritxell Soler              | Spagna        | 2h29:56 | +7:01    |                               |
| 26 | Tereza Hrochová              | Rep. Ceca     | 2h30:00 | +7:05    |                               |
| 27 | Citlali Cristian             | Messico       | 2h30:03 | +7:08    |                               |
| 28 | Fionnuala McCormack          | Irlanda       | 2h30:12 | +7:17    |                               |
| 29 | Domenika Mayer               | Germania      | 2h30:14 | +7:19    |                               |
| 30 | Sofiia Yaremchuk             | Italia        | 2h30:20 | +7:25    |                               |
| 31 | Mokulubete Blandina Makatisi | Lesotho       | 2h30:20 | +7:25    | Miglior prestazione personale |
| 32 | Cian Oldknow                 | Sudafrica     | 2h30:29 | +7:34    |                               |
| 33 | Zhanna Mamazhanova           | Kazakistan    | 2h30:51 | +7:56    |                               |
| 34 | Tigist Gashaw                | Bahrein       | 2h30:53 | +7:58    |                               |
| 35 | Malindi Elmore               | Canada        | 2h31:08 | +8:13    |                               |
| 36 | Aleksandra Lisowska          | Polonia       | 2h31:10 | +8:15    |                               |
| 37 | Irvette van Zyl              | Sudafrica     | 2h31:14 | +8:19    |                               |
| 38 | Laura Hottenrott             | Germania      | 2h31:19 | +8:24    |                               |
| 39 | Kaoutar Farkoussi            | Marocco       | 2h31:34 | +8:39    |                               |
| 40 | Magdalena Shauri             | Tanzania      | 2h31:58 | +9:03    |                               |
| 41 | Daiana Ocampo                | Argentina     | 2h32:02 | +9:07    |                               |
| 42 | Esther Navarrete             | Spagna        | 2h32:07 | +9:12    |                               |
| 43 | Rose Chelimo                 | Bahrein       | 2h32:08 | +9:13    |                               |
| 44 | Rebecca Cheptegei            | Uganda        | 2h32'14 | +9:19    |                               |
| 45 | Gerda Steyn                  | Sudafrica     | 2h32'51 | +9:56    |                               |
| 46 | Clara Evans                  | Gran Bretagna | 2h33:01 | +10:06   |                               |
| 47 | Khishigsaikhan Galbadrakh    | Mongolia      | 2h33:26 | +10:31   |                               |
| 48 | Munkhzaya Bayartsogt         | Mongolia      | 2h33:27 | +10:32   |                               |
| 49 | Maor Tiyouri                 | Israele       | 2h33:37 | +10:42   |                               |
| 50 | Anne Luijten                 | Paesi Bassi   | 2h33:42 | +10:47   |                               |
| 51 | Mao Ichiyama                 | Giappone      | 2h34:13 | +11:18   |                               |
| 52 | Carolina Wikstrom            | Svezia        | 2h34:20 | +11:25   |                               |
| 53 | Mary Zenaida Granja          | Ecuador       | 2h34:34 | +11:39   |                               |
| 54 | Marie Perrier                | Mauritius     | 2h34:56 | +12'01   |                               |
| 55 | Julia Mayer                  | Austria       | 2h35:14 | +12'19   |                               |
| 56 | Gladys Tejeda                | Perù          | 2h35:36 | +12'41   |                               |
| 57 | Susana Godinho               | Portogallo    | 2h35:57 | +13:02   |                               |
| 58 | Dolshi Tesfu                 | Eritrea       | 2h36:30 | +13:35   |                               |
| 59 | Zhang Deshun                 | Cina          | 2h36:47 | +13:52   |                               |
| 60 | Camille French               | Nuova Zelanda | 2h37:21 | +14:26   |                               |
| 61 | Silvia Ortiz                 | Ecuador       | 2h37:23 | +14:28   |                               |
| 62 | Luz Mery Rojas               | Perù          | 2h37:24 | +14:29   |                               |
| 63 | Margarita Hernández          | Messico       | 2h37:24 | +14:29   |                               |
| 64 | Angelika Mach                | Polonia       | 2h37:56 | +15:01   |                               |
| 65 | Camilla Richardsson          | Finlandia     | 2h38:02 | +15:07   |                               |
| 66 | Moira Stewartová             | Rep. Ceca     | 2h38:07 | +15:12   |                               |
| 67 | Giovanna Epis                | Italia        | 2h38:26 | +15:31   |                               |
| 68 | Helalia Johannes             | Namibia       | 2h38:36 | +15:41   |                               |
| 69 | Mercyline Chelangat          | Uganda        | 2h39:40 | +16:45   |                               |
| 70 | Méline Rollin                | Francia       | 2h40:17 | +17:22   |                               |
| 71 | Bojana Bjeljac               | Croazia       | 2h41:13 | +18:18   |                               |
| 72 | Xia Yuyu                     | Cina          | 2h42:10 | +19:15   |                               |
| 73 | Rosa Chacha                  | Ecuador       | 2h42:14 | +19:19   |                               |
| 74 | Melody Julien                | Francia       | 2h42:32 | +19:37   |                               |
| 75 | Angie Orjuela                | Colombia      | 2h42:57 | +20:02   |                               |
| 76 | Bai Li                       | Cina          | 2h44:44 | +21:49   |                               |
| 77 | Clementine Mukandanga        | Ruanda        | 2h45:40 | +22:45   |                               |
| 78 | Rose Harvey                  | Gran Bretagna | 2h51:03 | +28:08   |                               |
| 79 | Santoshi Shrestha            | Nepal         | 2h55:06 | +32:11   | Miglior prestazione personale |
| 80 | Kinzang Lhamo                | Bhutan        | 3h52:59 | +1h30:04 | Miglior prestazione personale |
| — | Matea Parlov Koštro          | Croazia       | -       |          | Rit.                          |
| — | Rahma Tahiri                 | Marocco       | -       |          | Rit.                          |
| — | Megertu Alemu                | Etiopia       | -       |          | Rit.                          |
| — | Chloé Herbiet                | Belgio        | -       |          | Rit.                          |
| — | Calli Thackery               | Gran Bretagna | -       |          | Rit.                          |
| — | Rutendo Joan Nyahora         | Zimbabwe      | -       |          | Rit.                          |
| — | Melat Yisak Kejeta           | Germania      | -       |          | Rit.                          |
| — | Jackline Sakilu              | Tanzania      | -       |          | Rit.                          |
| — | Joan Chelimo Melly           | Romania       | -       |          | Rit.                          |
| — | Sinead Diver                 | Australia     | -       |          | NP                            |
| — | Fiona O'Keeffe               | Stati Uniti   | -       |          | NP                            |
| record mondiale; record olimpico; record mondiale stagionale; record africano; record asiatico; record europeo; record nord-centroamericano e caraibico; record sudamericano; record oceaniano; record nazionale; record personale; record personale stagionale. |                              |               |         |          |                               |